# Конголо (город)
Конголо (фр. Kongolo) — город на востоке Демократической Республике Конго, в провинции Танганьика, является центром одноименной территории. В Конго есть ещё несколько других населённых пунктов с таким же названием. 

## География
Конголо расположен на западном берегу реки Луалаба, крупнейшего истока реки Конго. 
Он находится в 1300 км от столицы ДРК Киншасы. 

## История

### Резня в Конголо
31 декабря 1962 года 1500 катангских жандармов были выбиты из города Конголезской национальной армией. На следующий день после этого правительственные войска жестоко убили двадцать (один голландский и девятнадцать бельгийских миссионеров) священников Конгрегации Святого Духа.
В июне 2019 года епископ епархии Конголо Оскар Нгой ва Мпанга объявил о начале процесса беатификации этих мучеников за веру.

## Описание
В Конголо расположена станция национальной железнодорожной системы. На территории города железная дорога пересекает реку Луалаба через мост Конголо, который является также и автомобильным. Через Конголо проходит региональная дорога 632 (R632), а через реку от него проходит региональная дорога 631 (R631), соединяющая Каюйю, Лубао, Кабало, Конголо и Ньюнзу. Рядом с городом находится аэродромом (код AITA: KOO).
Территория вокруг Конголо почти полностью покрыта рисовыми полями и болотами.

## Демография
Конголо насчитывает 62 455 жителей. 
| Численность населения | Численность населения | Численность населения |
| 1984                  | 2004                  | 2012                  |
| --------------------- | --------------------- | --------------------- |
| 27 267                | 50 212                | 68 118                |

Территориальная столица с 39 656 избирателями, зарегистрированными на выборах 2018 года, населенный пункт имеет статус волости с населением менее 80 000 избирателей, в 2019 году в нем было 7 муниципальных советников.